# Eitenia
Eitenia là một chi thực vật có hoa trong họ Cúc (Asteraceae).

## Loài
Chi Eitenia gồm các loài: